# 이진아시왕
이진아시왕(伊珍阿豉王. 42년 ~ 117년 재위: 42년 ~ 117년)은 대가야의 초대 국왕이다. 대가야를 건국한 것 이외에는 알려진 바가 없다.

## 이름
『삼국사기』지리지 고령군조에 따르면 대가야국의 시조를 이진아시라고 하고, 내진주지(內珍朱智)라고도 한다고 하였다.
이종항, 사와다요타로(沢田洋太郎) 등의 학자들은 '이진아시'를 일본 창세신화에 등장하는 '이자나기', '이자나미'와 동일 인물이라고 주장하였다.

## 탄생과 대가야의 왕
42년 경상북도 고령(高靈) 지방을 중심으로 대가야국을 세웠다.
가야의 건국설화에는 정견모주설(正見母主設)과 난생설(卵生設)의 두 가지가 있다. 삼국유사에는 난생설이 등장하고 최지원이 지은 〈석이정전 釋利貞傳〉에 따르면 가야산신 정견모주(正見母主)가 천신 이비가(夷毗訶)에 감응하여 대가야왕 뇌질주일(惱窒朱日)과 금관국왕 뇌질청예(惱窒靑裔) 두 사람을 낳았다. 뇌질주일은 이진아시왕의 별칭이고 뇌질청예는 수로왕의 별칭이다.
6세기 초 가락국(駕洛國)이 쇠퇴하면서 대가야는 큰 세력을 떨쳤으나 신라 진흥왕이 이사부(異斯夫)와 사다함을 앞세워 공격해옴으로써 562년 멸망하였다. 대가야는 시조 이진아시왕부터 16대 도설지왕(道設智王)에 이르기까지 520년 동안의 존속하였다.

## 이진아시왕이 등장하는 작품
- 《김수로》(MBC 2010년~2010년), 배우:고주원, 원덕현)

## 같이 보기
- 대가야의 역대 국왕